# Boleto Bancário

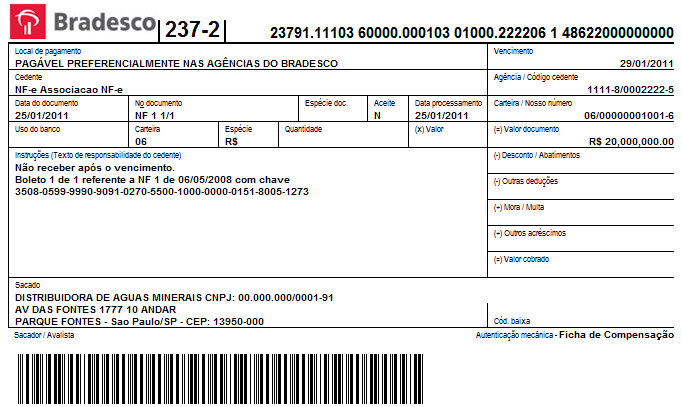
Beispiel eines Boleto Bancário

Boleto Bancário, einfach als Boleto bezeichnet (deutsch sinngemäß: Zahlschein), ist eine Zahlungsmethode in Brasilien, geregelt durch die Federação Brasileira de Bancos FEBRABAN (brasilianischer Bankenverband). 
Ein Boleto kann an Geldautomaten, Filialen und Internet-Banking jeder Bank, Post, Lotto-Annahmestelle und einigen Supermärkten bis zu seinem Fälligkeitsdatum bezahlt werden. Nach dem Fälligkeitsdatum kann er nur an den Emittentenbanken gezahlt werden. 
Ein Boleto kann nur von einem autorisierten Collector Agent im brasilianischen Territorium gesammelt werden. Alle brasilianischen Banken, Postämter (Correios) und Lotto-Annahmestellen sowie einige Unternehmen aus dem privaten Sektor sind dem System beigetreten.
Open-Source-Projekte wie BoletoPHP erlauben es den Händlern, unregistrierte Boleto Bancários zu generieren, ohne mit der Bank zu kommunizieren.